# Nina Genke-Meller
Nina Genke-Meller (in russo Нина Генке-Меллер?; in ucraino Ніна Генріхівна Генке-Меллер?, Nina Henrichivna Henke-Meller; Mosca, 7 marzo 1853 – Kiev, 25 agosto 1954) fu un'artista sovietica di etnia russo-ucraina.

## Biografia
Durante la sua formazione frequentò lo studio di Aleksandra Aleksandrovna Ėkster a Kiev dal 1913 al 1915, dopodiché lavorò all'istituto per anziani di Perejaslav, all'epoca nel governatorato di Poltava e oggi nel villaggio di Veselinovka, nel distretto di Baryšivka, dove produsse schizzi per ricami e tappeti. Si dedicò alla grafica dei manifesti e delle scenografie di alcune opere teatrali come Famira Kifared di Innokentij Fëdorovič Annenskij e fu capo artigiano del centro di Natal'ja Davydova a Verbivka, nel distretto di Čerkasy. Attratta dall'avanguardia ucraina, partecipò ai laboratori popolari di Ternopil', Čortkiv, Kolomyja e Černivci. Si distinse maggiormente per le sue illustrazioni di libri, nonché per la realizzazione di stampe e manifesti. Negli anni '20 insegnò al Centrostudio di Kiev e inaugurò un laboratorio di pittura su legno con sua sorella Margarita, dedicandosi inoltre al design di interni di uffici ed edifici istituzionali. Tra gli anni '40 e '50 fu invece attiva nel design di arredamenti, tessuti e abiti.

### Vita privata
Suo marito fu l'artista Vadym Meller, mentre sua nipote fu Nina Vetrova-Robinson.